# Али-пашина џамија у Београду
Али-пашина џамија позната још и као Шехитлук џамија била је једна од београдских џамија.

## Опште информације
Ову џамију подигао је Хаџи Меџудин 1574/75. године, а поред ње налазило се гробље шехида који су погинули у борбама за Београд. У периоду када је Аустријско царство други пут заузело Београд (1717—1739) додељена је католичком реду тринитара. Из вакуфнаме сераскера Али-паше сазнајемо да је он 1740. године обновио две  џамије од којих је једна била Шехитлук-џамија која од тада добија његово име. На плановима се помиње до 1878. године и вероватно је срушена убрзо. На списку џамија из 1836. стоји „ниже Пиринџане Али-паша џамиси“ тако да се што олакшава одређење њене локације, а постојање гробља и текије поред ње, доводи до закључка да се она налазила на простору који данас обухватају улице Браће Барух, Високог Стефана, Цара Уроша и Деспота Ђурђа. Поменуто гробље је пронађено када су копани темељи за зграду у Јеврејској улици бр. 14.
Евлија Челебија бележи да се на њеним вратима са југоисточне стране налази се натпис који гласи :
„За божју љубав високу џамију подиже Трговац Хаџи Мухјуддин сада, Зејни рече високим гласом: Нек јој хроностих буде: Молите се пет пута дневно. 982 (1574/75)”.